# Sven Trier
Sven Trier (født 8. juni 1877 i København, død 27. november 1931 på Frederiksberg) var en dansk embedsmand og politiker. Han sad i Folketinget for Socialdemokratiet fra 1920 til 1926 og fra 1928 til sin død i 1931.
Trier var søn af overlæge, dr.med. Frederik Trier. Han blev født i København i 1877 og fik studentereksamen fra Metropolitanskolen og blev cand.mag. i økonomi og statistik fra Københavns Universitet i 1902.
Han arbejdede i Arbejderforsikringsrådet 1899-1902 og studerede arbejderlovgivning på et udlandsophold 1902-1903. Fra 1903 til 1909 var Trier assistent ved Københavns Universitets statistiske laboratorium, hvorefter han i 1909 blev fuldmægtig i Arbejderforsikringsrådet og afdelingschef der i 1916.  Trier var desuden statistisk konsulent ved Arbejdsløshedsinspektoratet fra 1907 til 1920. I 1920 blev han kontorchef i Arbejds- og Fabrikstilsynet og direktør sammesteds i 1925.
Trier var formand for socialdemokratiske vælgerforering for Frederiksbergs 1. kreds. Han blev socialdemokratisk folketingskandidat i Hovedstaden i 1918 og i Vestre Storkreds i 1920. Han blev valgt til Folketinget ved folketingsvalget i september 1920 og genvalgt ved valget i 1924. Det blev ikke til genvalg ved folketingsvalget i 1926, men han indtrådte i Folketinget i 1928 som stedfortræder for Emil Wiinblad hvis folketingsplads blev ledig da han blev valgt til Landstinget. Ved næste valg i 1929 blev han valgt i Maribo Amt.
Den 27. november 1931 om aftenen døde Trier pludseligt 54 år gammel på Frederiksberg efter nogle dages sygdom. Efter hans død blev Triers folketingssæde overtaget af Sigvard J. Munk.